# Oligonychus poutericola
Oligonychus poutericola är en spindeldjursart som beskrevs av Fabiola Feres och Flechtmann 1986. Oligonychus poutericola ingår i släktet Oligonychus och familjen Tetranychidae. Inga underarter finns listade i Catalogue of Life.